# Ибрагим, Тауфик Камель
Тауфи́к Ка́мель Ибраги́м (род. 27 апреля 1947, Джабла, Латакия) — советский и российский философ и исламовед, специалист по классической арабо-мусульманской философии. Доктор философских наук (1984), профессор. Главный научный сотрудник Центра арабских и исламских исследований Института востоковедения РАН. Председатель Российского общества исламоведов. Заместитель председателя Экспертного совета Высшей аттестационной комиссии при Министерства образования и науки Российской Федерации по теологии.

## Биография
Родился 27 апреля 1947 года в городе Джебла.
В 1973 году окончил механико-математический факультет МГУ.
В 1978 году окончил аспирантуру философского факультета МГУ. В том же году в МГУ защитил диссертацию на соискание учёной степени кандидата философских наук по теме «Атомистика калама и её место в средневековой арабо-мусульманской философии».
В 1983—1992 годах работал в качестве переводчика и редактора в издательстве «Прогресс».
В 1984 году в Институте философии АН СССР защитил диссертацию на соискание учёной степени доктора философских наук по теме «Философия калама».
С 1993 года — профессор кафедры культурологии Московского педагогического государственного университета.
Главный научный сотрудник Института востоковедения РАН.
Председатель Российского общества исламоведов.
Один из авторов «Ислам: энциклопедический словарь» (М., 1991).

## Научная деятельность
В своих работах Ибрагим показывает вклад мыслителей калама в развитие античной атомистической традиции. Стремится обосновать несостоятельность укоренившегося в исламоведческой литературе представления об атомистике калама как об онтологической основе мусульманского окказионализма и фатализма, а также как о выражении особого духа арабо-мусульманской культуры и ментальности создавших её народов. Ибрагим считает неверным представление ашаризма как ортодоксальной реакции на мутазилизм, калама как апологетической теологии ислама, а Газали как примирителя калама и суфизма. В исследованиях Ибрагима изложена целостная картина эпистемологических, онтологических и натурфилософских концепций мутакаллимов, выявляется рационалистическая, антифидеистская и пантеистическая направленность калама, включая ашаритский. В ходе разработки методологических вопросов изучения средневековой философии выдвигает несколько положений:
- пантеизме как об имманентной черте последовательно рационалистических учений, обосновывая эту идею на примере различных школ арабо-мусульманской мысли (в том числе калама, фальсафы, суфизма);
- пантеизме как основном выражении материалистичской тенденции в условиях господства креационистского теизма;
- неправомерности перенесения на духовную жизнь классического ислама христианских понятий «ортодоксии» и «ереси»[3]

## Научные труды

### Диссертации
- Ибрагим Т. К. Атомистика калама и её место в средневековой арабо-мусульманской философии / Автореферат диссертации на соискание степени кандидата философских наук. — М.: МГУ, 1978.
- Ибрагим Т. К. Философия калама / Автореферат диссертации на соискание степени доктора философских наук. — М.: Институт философии АН СССР, 1984.

### Монографии
- Ибрагим Т. К. Марксизм и арабо-мусульманское наследие. — Бейрут, 1981 (на араб, яз.).
- Ибрагим Т. К. О «Философско-эконо-мических рукописях 1844 года» К.Маркса. — Бейрут, 1982 (на араб, яз.).
- Ибрагим Т. К. О «Диалектике природы» Ф.Энгельса. — Бейрут, 1986 (на араб, яз.).
- Ибрагим Т. К. О марксистском освещении арабского культурного наследия. — Бейрут, 1988 (на араб, яз.).
- Ибрагим Т. К., Сагадеев А. В. Classical Islamic Philosophy. — М., 1990. Арабская версия: аль-фальсафа аль-`арабиййа аль-исламиййа. Бейрут, 2000; Бейрут-Алжир, 2001; Дамаск, 2009.
- Ибрагим Т. К. Русско-английско-арабский толковый словарь по общественным наукам. [В соавт.] — М.—Бейрут, 1992.
- Ибрагим Т. К., Ефремова Н. В. Мусульманская священная история. — М., 1996.
- Ибрагим Т. К. Классическая арабо-мусульманская культура. — М., 1997.
- Ибрагим Т. К., Ефремова Н. В. Путеводитель по Корану. — М., 1998.
- С. М. Н. аль-Аттас. Введение в метафизику ислама (пер. с англ.; в соав. с С. Х. Камилевым). — М.—Куала-Лумпур, 2001.
- Ибрагим Т. К. Коранические чтения. М. — Нижний Новгород: Медина, 2008.
- Мусульманская философия (фальсафа): антология (перев. с араб.; в соав. с Н. В. Ефремовой). — Казань, 2009.
- Ибрагим Т. К., Ефремова Н. В. Жизнь пророка Мухаммада. Т. 1—2. — М., 2009—2010.
- Ефремова Н. В., Ибрагим Т. К. Священная история согласно Корану: доисламские древности. — М. — Н. Новгород: «Медина», 2012. — 568 с.
- Ибрагим Т. К., Ефремова Н. В. Священная история согласно Корану. — М.: Эксмо; Наше слово, 2012. — 528 с. — ISBN 978-5-699-53192-9.

### Статьи

#### В энциклопедиях
- 39 статей по мусульманской теолого-философской мысли в соавт. с А. В. Сагадеевым в кн.: Ислам. Энциклопедический словарь. — М., 1991.
- 37 статей по мусульманской теологии и философии в энциклопедическом словаре: Ислам на европейском Востоке. — Казань, 2004.
- [Статьи по мусульманской культуре в кн.:] Большая российская энциклопедия. — М., 2004—2017.
- 25 Статьей по арабо-мусульманской философии в Новой философской энциклопедии. — М., 2000—2001.

#### Журналах и сборниках
- Ибрагим Т. К. Философские концепции суфизма // Классический ислам: традиционные науки и философия. — М., 1988. — С. 85—131
- Ибрагим Т. К. Вуджудизм как пантеизм // Средневековая арабская философия: проблемы и решения. — М., 1998. — С. 82—114.
- Ибрагим Т. К. Ислам: вероучения и обряды // Ислам и мусульмане в России. — М., 1999. — С. 35—63.
- Ибрагим Т. К. Классическая арабо-мусульманская культура в контексте диалога цивилизации // Ценности мусульманской культуры и опыт истории. Нью-Йорк (Edwin Mellon press), 1999. — С. 141—176. [Английская версия в сб.:] Values in Islamic Culture and the Experience of History. Washington, Council for Researches in Values and Philosophy, 2002. — P. 199—220.
- Ибрагим Т. К. Античное наследие в философии калама // Ценности мусульманской культуры и опыт истории. Нью-Йорк (Edwin Mellon press), 1999. — С. 47-84. [Английская версия в сб.:] Values in Islamic Culture and the Experience of History. Washington, Council for Researches in Values and Philosophy, 2002. — P. 99—134.
- Ibraghim T. K. On Ghazali’s Critique of Falsafah. Conference paper // International Conference on al-Ghazali’s Legacy: Its Contemporary Relevance. Kuala Lumpur, 24—27 Oct., 2001
- Ибрагим Т. К. Классическая арабо-мусульманская философия // Татарская религиозно-философская мысль в общемусульманском контексте. Казань, 2002. — С. 6—70.
- Ибрагим Т. К. Коран о духовном плюрализме (тезисы) // Сравнительная философия: моральная философия в контексте многообразия культур. — М., 2004. — С. 217—222.
- Ibraghim T. K. On Kalam Atomism and its Role in Islamic Culture // Russian Oriental Studies. — Leiden-Boston, 2004. — pp. 245—262.
- Ибрагим Т. К. Между разумом и верой: рационалистская интенция классической исламской эпистемологии // Arabia Vitalis: Арабский Восток, ислам, древняя Аравия. — М., 2005. — С. 191—206.
- Ибрагим Т. К. Цикл статей Вперед, к кораническому исламу // Восток (Oriens), 2006, 3. С. 58—70, 4. С. 70—83, 5. С. 48—62, 6. С. 42—55; 2007, 3. С. 20—37.
- Ibraghim T. K. The Koran on Spiritual Pluralism // Comparative Ethics in a Global Age. Washington, The Council for Research in Values and Philosophy, 2007. — P. 279—282.
- Ибрагим Т. К. О некоторых рационалистических установках Корана // Сравнительная философия: знание и вера в контексте диалога культур. — М., 2008. — С. 155—162.
- Ибрагим Т. К. Толерантная интенция Марджани // Шигабутдин Марджани: наследие и современность. — Казань, 2008. — С. 11—20.
- Ибрагим Т. К. Родоначальник интеллектуализма и либерализма в мусульманском богословии // Минарет. — № 21. — 2009. — С. 44—50.
- Ибрагим Т. К. Коранические принципы межконфессионального диалога // Диалог и партнерство цивилизаций. — М., 2010. — С. 48—64
- Ибрагим Т. К. Обоснование бытия Бога и Его единства в каламе // Ишрак. — № 1. — М., 2010. — С. 284—299.
- Ибрагим Т. К. Каламское опровержение антропоморфизма // Ишрак. — № 2. — М., 2011. — С. 364—398.
- Ибрагим Т. К. Основные ценности и институты классического ислама // Исламская цивилизация в глобализирующемся мире. — М.: ИМЭМО РАН, 2011. — С. 7—22.
- Ибрагим Т. К. К критике процессуалистской интерпретации ислама // Современный ислам. — № 3. — М., 2011. — С. 12-21
- Ibraghim T. K. Some Rationalistic Precepts of the Koran // Knowledge and Belief in the Dialogue of Culture. — Washington: The Council for Research in Values and Philosophy, 2011. — P. 135—141.